# Деніз Ресту
Деніз Ресту (фр. Denise Restout; 24 листопада 1915, Париж — 9 березня 2004, Лейквілл, штат Коннектикут) — франко-американська клавесиністка і музикознавець, асистент і компаньйонка Ванди Ландовської.
Вчилася в Школі прикладного мистецтва в Парижі, потім у Паризькій консерваторії. В 1933 р. почала займатися грою на клавесині під керівництвом Ландовської, потім була її асистентом, грала партію другого клавесина (basso continuo) у ході спільних виступів. З початком Другої світової війни бігла разом з Ландовською через Лісабон до Нью-Йорку і надалі залишалася поруч із Ландовською до самої її смерті.
Після смерті Ландовської у 1959 році Деніз Ресту викладала теорію і практику клавірного мистецтва епохи бароко і XVIII століття в різних музичних закладах, у тому числі в Консерваторії Пібоди. У пізні роки була також органісткою католицької церкви Святої Марії в містечку Лейквілл.
Ресту перевела на англійську мову з французької першу книгу Ландовської «Стародавня музика» (фр. Musique ancienne), склала, відредагувала й переклала збірник статей і листів «Ландовська про музику» (англ. Landowska on music; 1964).